# Znàmenka (Baixkíria)
|  | Per a altres significats, vegeu «Znàmenka». |

Znàmenka (en rus: Знаменка) és un poble de Baixkíria, a Rússia, que en el cens del 2010 tenia 88 habitants. Pertany al districte de Iermolàievo.